# Театральний бульвар
Театральний бульвар — один з центральних піших бульварів міста Дніпро, що розташований в історичній місцевості Половиця в Шевченківському районі міста, що зв'язує однією пішохідною віссю основні театри міста.
Бульвар рівнинний, бере початок від вулиці Володимира Мономаха продовжує вісь вулиці Глінки, йде на північний захід, перетинає Воскресенську вулицю й закінчується на вулиці Юліуша Словацького площею перед Академічним театром опери і балету, що візуально пов'язана через Половицьку площу з Академічним театром драми і комедії. Довжина вулиці — 600 м.

## Історія

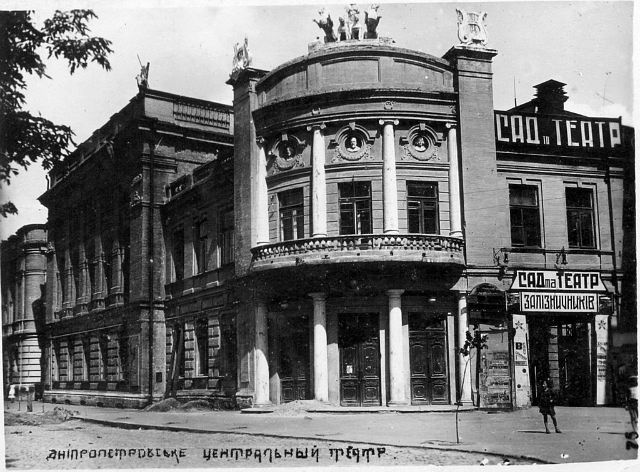
Прибудований до Англійського клубу театр, що став згодом театром Шевченка.

У місці перетину бульваром Воскресенської вулиці сполучалися три половицькі річки — Половиця, що витікала з Аптекарської балки, Жабокряч, що витікала з Довгого байраку та річка, котра текла з Кленового байраку.  Після 1884 року Половиця була відведена в інше русло. З 1840-х років проводилися роботи щодо взяття у колектори річок та влаштуванню над ними бульварів. З відкриттям у 1891 році Англійського клубу (Воскресенська, 3) тут починає формуватися театрально-бульварний осередок міста. У 1900-х роках річки були повністю приховані, тоді Проточну вулицю перейменували на Клубну (тепер Воскресенська). 1912 року зведено театр-клуб Громадського зібрання (тепер Філармонія, Воскресенська, 6). У 1913 році до Англійського клубу прибудовано театр — тепер основа українського музично-драматичного театру імені Тараса Шевченка (Воскресенська, 5).

### Створення Театрального бульвару

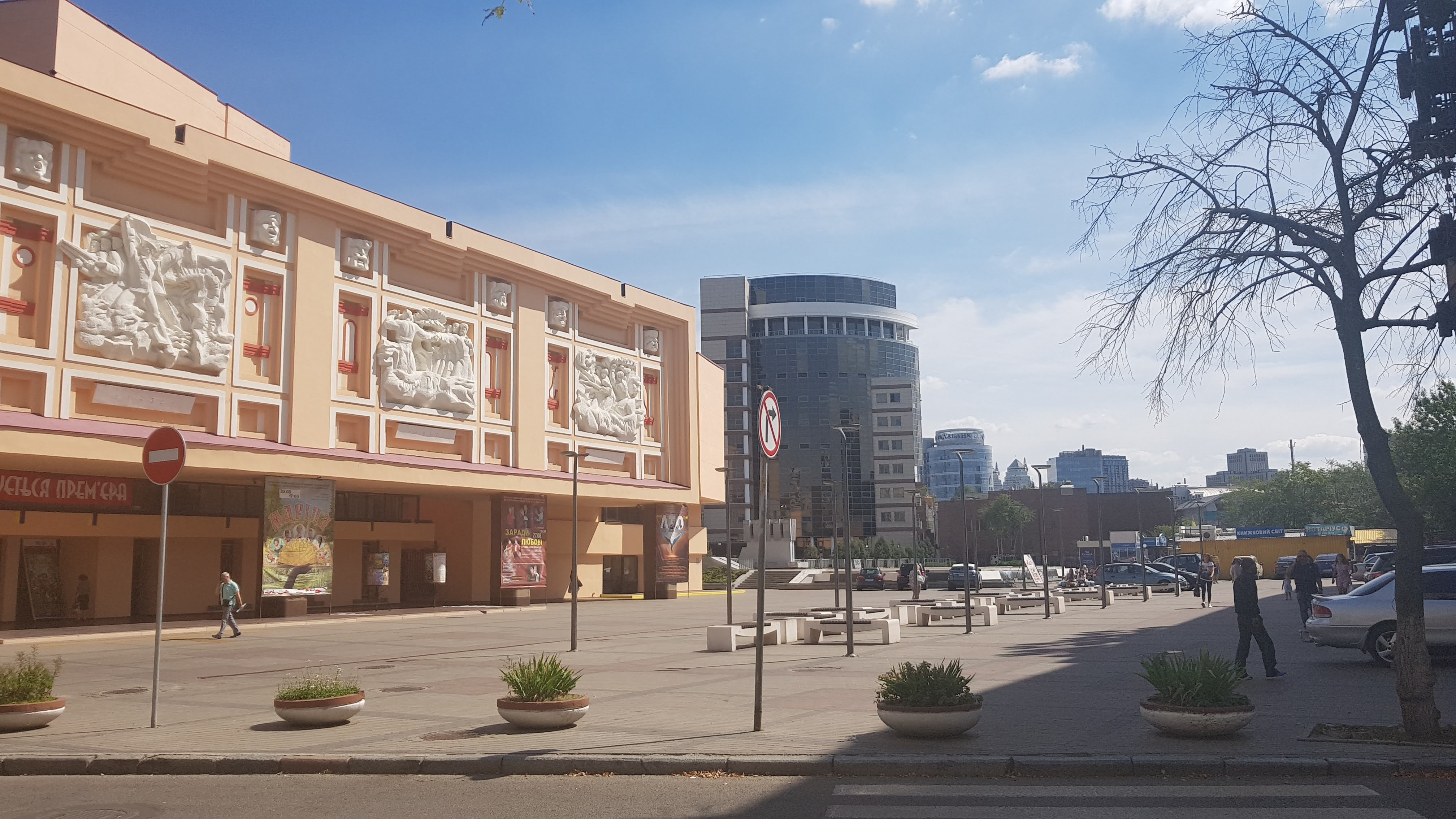
Вид Театрального бульвару на схід. Майдан перед театром Шевченка.

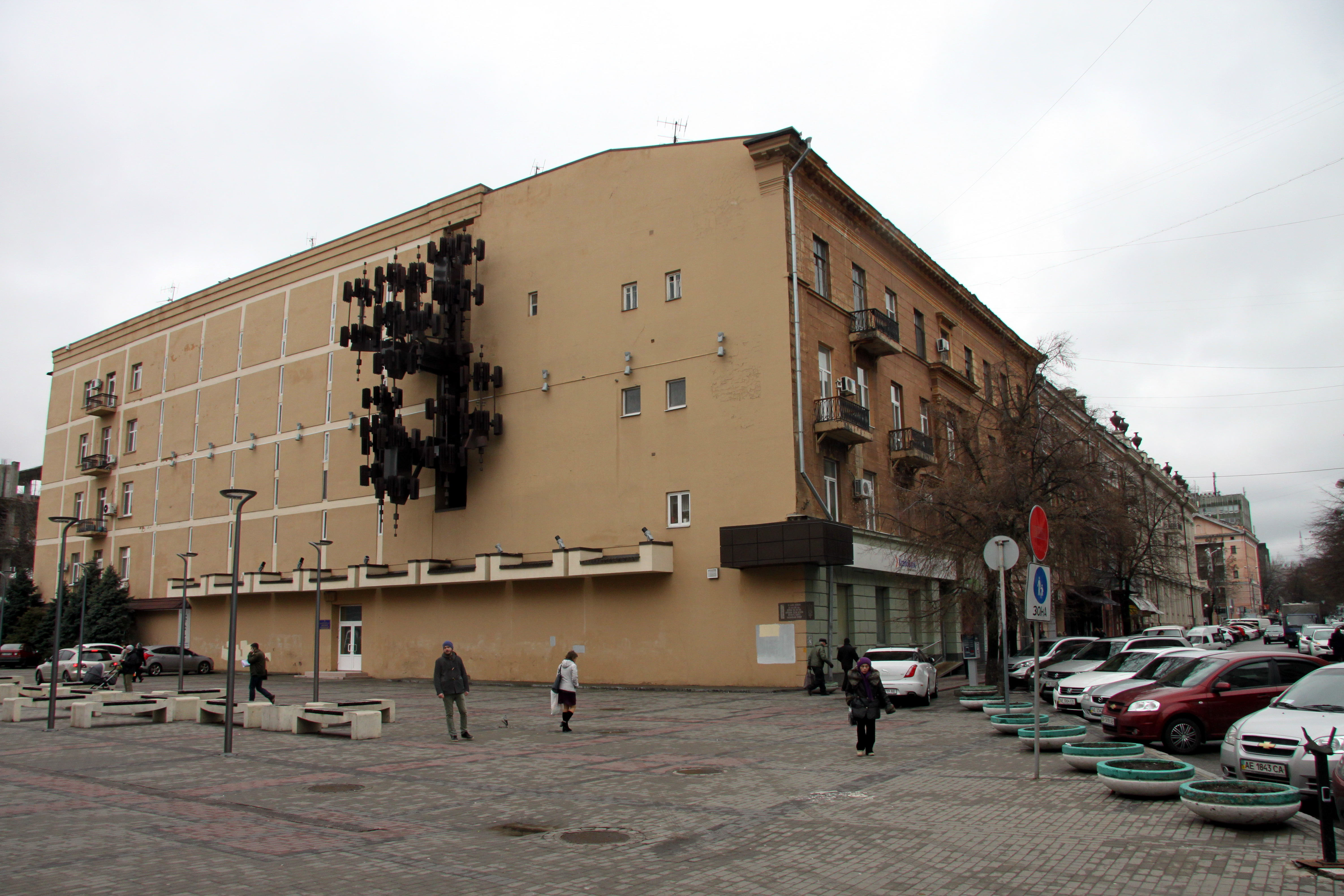
Воскресенська 9 на іншій стороні Театрального бульвару навпроти театру Шевченка. Південна сторона майдану перед театром Шевченка.

До створення бульвару у 1979 році призвели природні явища і події. Повінь травня 1931 року вкрила водою місцевість майбутнього Театрального бульвару на 1 метр з пересуванням вулицею Леніна між театрами на човнах. Горезвісна повінь 28 липня 1977 року пошкодила підвальні й цокольні поверхи будинків у нижній Половиці, що відкрило шлях до зносу аварійного будинку № 7 по Воскресенській вулиці. Це послугувало до відкриття майдану й відкриття створення основного фасаду на нього Українського театру імені Тараса Шевченка завдяки капітальній реконструкції у 1979 році за проектом архітекторів Є. Яшунського й Л. Халявського. Знос дряглих будинків усередині кварталу між вулицями Мономаха й Воскресенською навколо театру пробило широкий бульвар. Його лінію означили влаштуванням басейн і естакаду праворуч від театру Шевченка за проектом Л. Халявського,.Торцеву стіну на Воскресенській, 9, що звернена на театральний-майдан-бульвар, оздобили громадною металевою люстрою-бра. Перед архітекторами й проєктувальниками відкрилася проєктно-концептувальна вісь пішого бульвару, що продовжувала вулицю на честь композитора Глінки через нетря кварталів до Театру Опери і балету та Театру драми і комедії на проспекті Яворницького. У кварталі бульвару між вулицями Словацького і Воскресенською були розташовані інші театральні будівлі: клуб Залізничників (тепер Філармонія) і літній кінотеатр «Експрес» (тепер знесений). Додатково за проєктом Театрального бульвару планувалося зведення Дніпровського театру юного глядача на північній стороні бульвару, ділянка, яка наразі забудована.

### Майдан українського відродження
З кінця 1980-х до початку 2000-х років квартал Театрального бульвару між вулицями Мономаха й Воскресенською заполонив книжковий базар, що став громадсько-політичним осередком міста.
В кінці 1980-х років на майдані бульвару перед фонтаном проводилися несанкційовані мітинги української громадськості міста, через близькість розташування офісу Обласної спілки письменників України й осередку «Просвіти» й згодом Народного руху. 16 липня 1991 року тут вперше після Української революції в місті було піднято українського синьо-жовтого прапора, про що встановлена пам'ятна дошка.
На річницю Незалежності України у 1992 році у сквері на захід від Театру Шевченка в центрі бульвару на перехресті з Воскресенською вулицею відкрито пам'ятника молодому Шевченкові роботи скульптор Володимира Небоженка та архітектора Володимира Положія.

### Комерціалізація бульвару

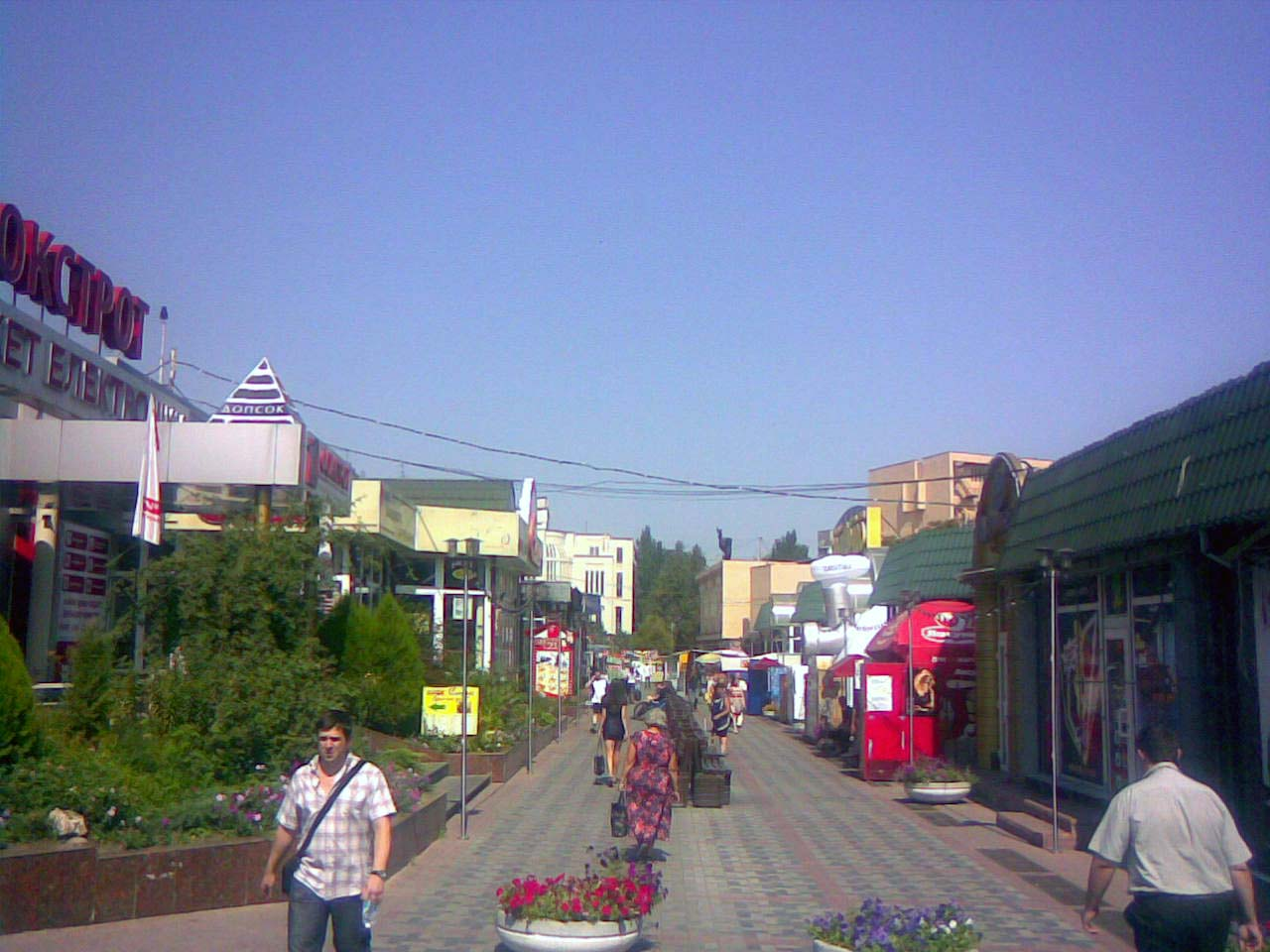
Магазини вздовж бульвару

На початку 2000 років книжковий базар посунули легкі конструкції тимчасових магазинів одягу, галантереї, квітів, аптеки і ресторанів, що мають адреси Театрального бульвару. На південній стороні бульвару у дворі радянського магазину «Лотос» (проспект Яворницького, 58) була спроба звести багатоповерхові будинки, недобудовані каркаси котрих досі псують вигляд бульвару.
2003 року колектив архітекторів С. Лаврентьєва і Е. Чубарова вийшли з проєктом комплексної забудови бульвару багатоповерховими (до 19 поверхів) житловими будинками. Так ділянку під Театр юного було забудовано будівлями на Восресенській, 7а й Мономаха, 17а. В цей час «театральність» віддавалася у жертву комерційності.

#### Незаконна новобудова братів Касперів

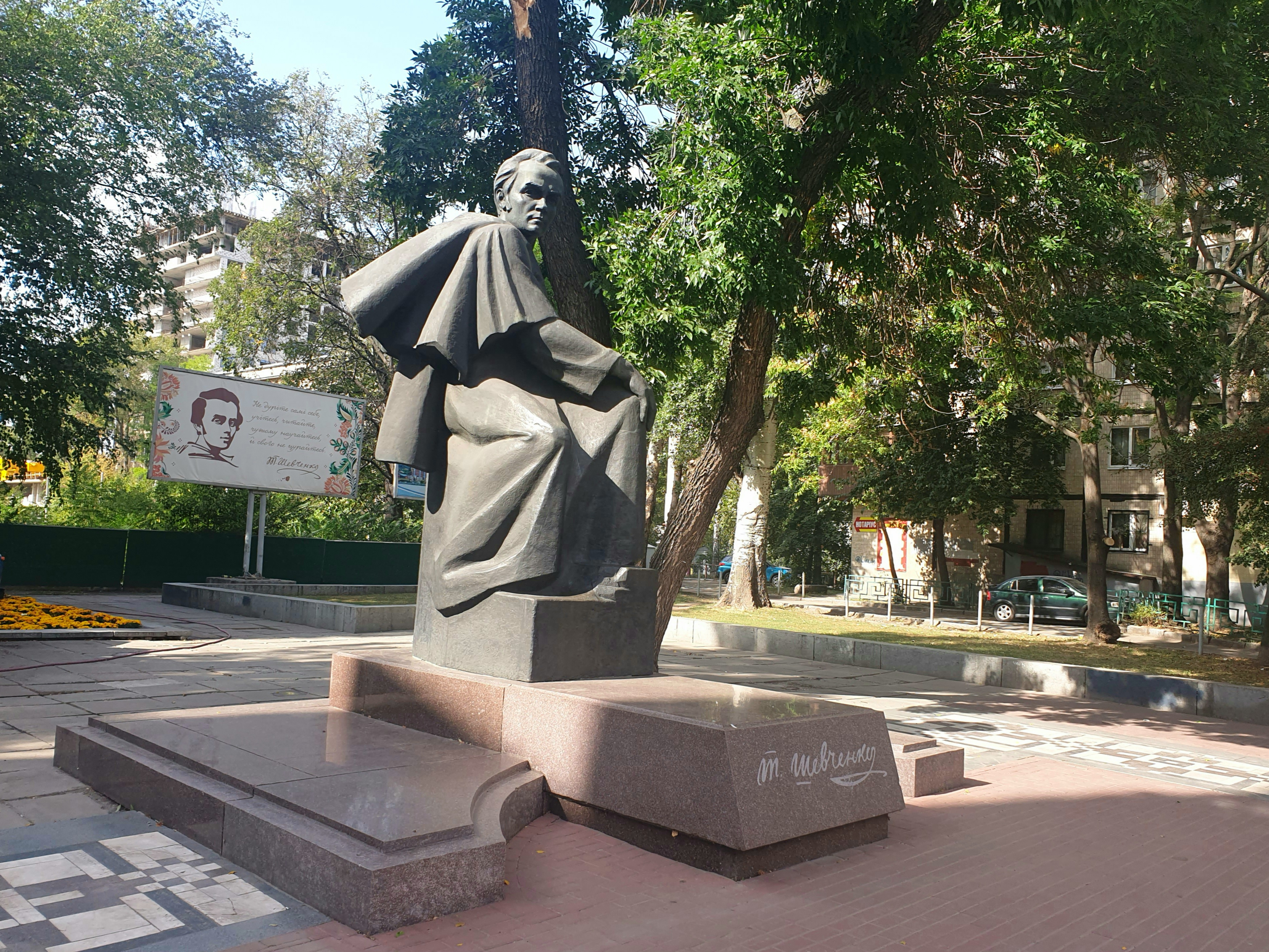
Пам'ятник молодому Т.Г. Шевченко. На задньому плані "каракатиця братів Касперів".

У буремний час революції Гідності 2013—2014 років брати Каспери (Олександр і Василь) привласнили кілька муніципальних ділянок, у тому числі й ділянку ліворуч середньої школи № 19 у дворі вулиці Князя Володимира Великого 15, що виходить на Театральний бульвар. Споруджувана ними 28-поверхівка порушує норми будівництва, стоїть занадто близько до школи, призвела до підтоплення підвалів у сусідній 14-поверхівці. Народний депутат Андрій Денісенко і міський голова Борис Філатов виступили проти незаконної забудовної практики братів Касперів у місті. Будівництво будівлі, окресленої у місті «каракатицею Касперів», було остаточно зупинено рішенням Верховного суду України у 2019 році. Тепер з 14 зведених поверхів хочуть зняти пару, щоб довести до дозволених будівельними правилами 12 поверхів й добудувати під квартири для правоохоронців.

### Подальший розвиток бульвару
У 2019 році архітектор Олександр Сорін на замовлення ТОВ «СВО» представив проєкт багатофункціонального комплексу «Воскресенський» у кварталі між вулицями Воскресенською й Словацького, що має налічувати до 10 поверхів, 35 тисяч кв. метрів, з магазинами, офісами, паркуванням на 150 місць; частина бульвару має бути у критій алеї; комплекс буде мати вихід на проспект Яворницького, де планується звести апарт-готель; за пам'ятником Шевченкові й Філармонією бути створено майдан.

## Будівлі
- Книжковий базар

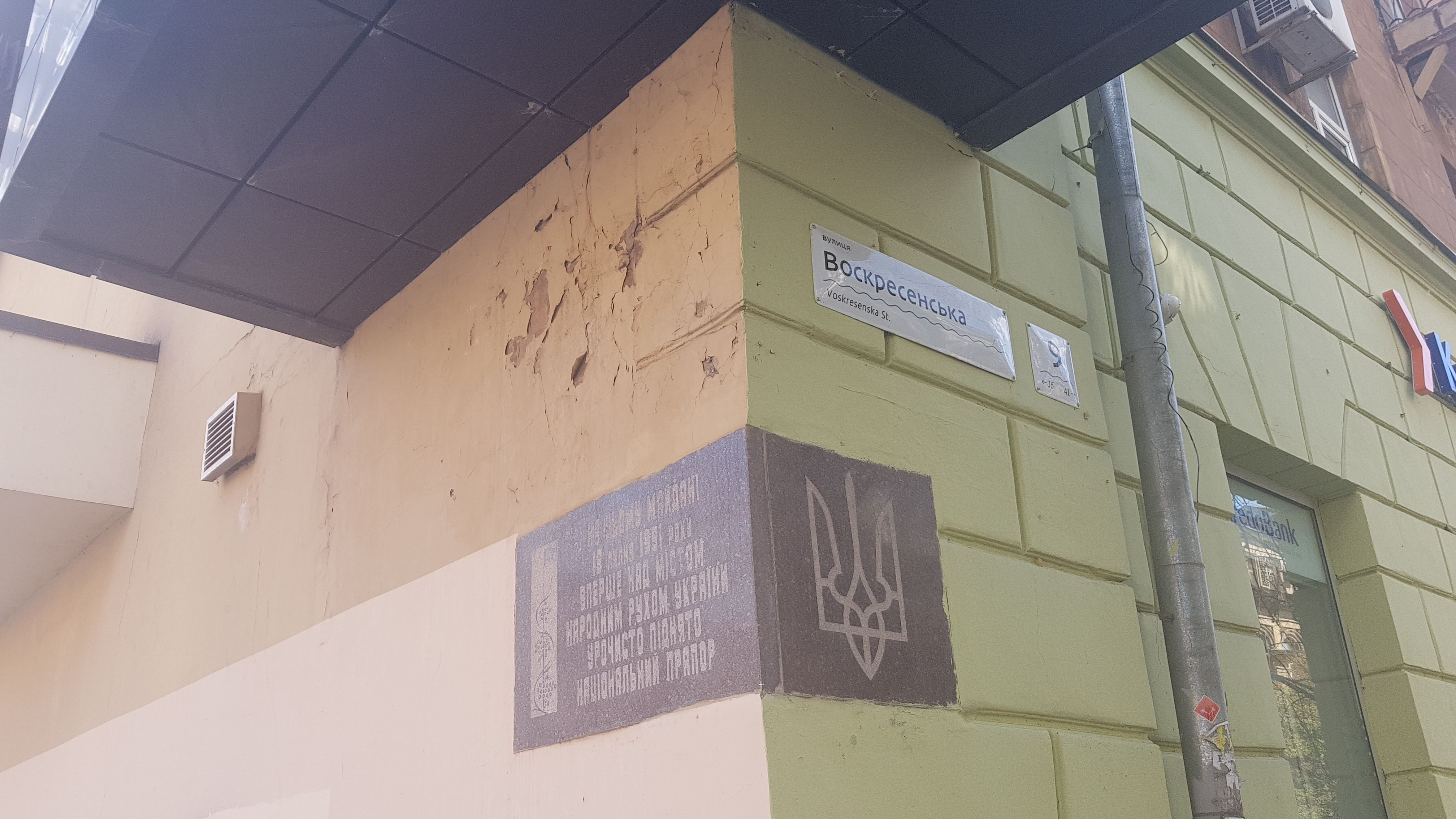
Меморіальна дошка на будинку по вулиці Воскресенська, 9 на пам'ять про підняття українського синьо-жовтого прапора у липні 1991 року.

- Дніпровський академічний український музично-драматичний театр ім. Т. Шевченка (Воскресенська вулиця, 5)
- будинок на Воскресенській вулиці, 9 з металевою люстрою на стіні й меморіальною дошкою на честь першого підняття над містом національного прапору 16 липня 1991 року Народним Рухом України
- Дніпропетровська обласна філармонія ім. Л. Когана (Воскресенська вулиця, 6)
- Пам'ятник молодому Тарасу Григоровичу Шевченку
- Середня загальноосвітня школа №  19 (вулиця Князя Володимира Великого, 13а),
- знесений Літній кінотеатр «Експрес»
- Середня школа №  81 (вулиця Юліуша Словацького, 4)

## Перехресні вулиці
- вулиця Глінки,
- вулиця Володимира Мономаха,
- Воскресенська вулиця,
- вулиця Юліуша Словацького.